# Nikolaos Roussen
Nikolaos Roussen (gr. Νικόλαος Ρουσσέν, ur. 25 kwietnia 1913 w Atenach, zm. 22 kwietnia 1944 w Aleksandrii) – grecki wojskowy, komandor, dowódca okrętu podwodnego „Papanikolis”, uczestnik II wojny światowej.

## Biografia
Urodził się 25 kwietnia 1913 w Atenach. 13 września 1929 wstąpił do Greckiej Akademii Marynarki Wojennej, którą ukończył 28 września 1933 w stopniu podchorążego marynarki. W latach 1936–1937 służył na torpedowcu „Doris”, 27 października 1937 awansował na podporucznika marynarki. W 1940 ukończył kurs podwodnego pływania, a ostatniego dnia tego roku otrzymał awans na porucznika marynarki. 
Podczas wojny grecko włoskiej pływał na okręcie podwodnym „Katsonis”. Po upadku Grecji w 1941 „Katsonis” uciekł do Aleksandrii, którą osiągnął 25 kwietnia. Przeniesiony na krążownik pancerny „Awerof”, powrócił na „Katsonisa” jako pierwszy oficer. 10 października 1942 został dowódcą okrętu podwodnego „Papanikolis” który działał we wschodniej części Morza Śródziemnego oraz na Morzu Egejskim. 30 listopada, w pobliżu wyspy Alimia zatopił statek towarowy o wyporności 8000 BRT, 17 stycznia 1943 nieopodal przylądka Malea zatopił grecki statek „Aghios Stefanos”, a nazajutrz ogniem artyleryjskim zatopił „Aghios Paraskevi”. 16 marca zatopił dwa statki nieopodal Rodos, a dwa dni później, na południowy wschód od przylądka Krio, grecki statek „Rina”. 8 maja zatopił na północ od Krety dwa włoskie żaglowce „Vavara” i „Maria”.  Oprócz operacji stricte ofensywnych „Papanikolis” dostarczał agentów, komandosów oraz sprzęt dla okupowanej Grecji.
Na początku 1944 rosło napięcie między greckim rządem na emigracji a Greckim Ludowym Wojskiem Wyzwoleńczym (ELAS). W kwietniu miały miejsce demonstracje zwolenników ELAS w Egipcie, gdzie większość greckich okrętów została opanowana przez buntowników. W celu stłumienia buntu rząd utworzył specjalne oddziały niezawodnych oficerów. 22 kwietnia Roussen został śmiertelnie ranny dowodząc oddziałem mającym za zadanie odbicie korwety „Apostolis”. Trzy dni później został pośmiertnie awansowany na stopień komandora.

## Awanse[1]
- podchorąży marynarki (28/09/1933)
- podporucznik marynarki (27/10/1937)
- porucznik marynarki (31/12/1940)
- komandor (27/04/1944, pośmiertnie)

## Odznaczenia[1]
- Krzyż Wojenny (Grecja) I klasy 30/01/1943
- Krzyż Wybitnej Służby (Wielka Brytania) 01/09/1943

## Upamiętnienie
Dwa okręty Greckiej Marynarki Wojennej otrzymały jego imię:
- okręt desantowy  „Ypoploiarchos Roussen”
- kuter rakietowy „Ypoploiarchos Roussen”